# HMS Tireless (S88)
Le HMS Tireless (n° de coque : S 88) est un bâtiment de la classe Trafalgar, un des sept sous-marins nucléaires d'attaque de la Royal Navy.

## Armement
- Missiles : 8 UGM-84B Sub-Harpoon Block.1C lancés par tubes torpilles
- Torpilles : 5 tubes de 533 mm avec 17 torpilles Marconi Spearfish
- Mines : 46 mines à la place des missiles/torpilles

## Électronique
- 1 radar de navigation Kelvin Hughes type 1007
- 1 sonar passif Marconi type 2072
- 1 sonar actif/passif d'attaque Marconi Type 2074
- 1 sonar passif remorqué Ferranti type 2046
- 1 sonar passif Thomson Sintra Type 2019 Paris
- 1 contrôle d'armes BAe Systems SMCS
- 1 système de combat BAe Systems SMCS
- Liaison 11
- 2 lance-leurres torpille SSE mk.8
- 1 détecteur radar Racal UAP
- 1 périscope Pilkington Optronics CK.34
- 1 périscope Pilkington Optronics CH.84

## Accidents
En 2000, le sous marin avait dû effectuer une escale d'urgence à Gibraltar, où il était resté un an, à la suite d'une fuite radioactive. Plus tard, il s'était avéré que le réacteur nucléaire à eau pressurisée avait connu une fissure de son système de refroidissement. Ceci avait entraîné le rappel de tous les SNA du type Trafalgar pour corriger un défaut sur leur circuit primaire.
En mai 2003, le HMS Tireless heurte un iceberg.
Le 21 mars 2007, une explosion est survenue alors que le sous-marin était en plongée sous la banquise arctique. Deux hommes d'équipage ont été tués et un troisième a été blessé. Le Tireless a pu rapidement faire surface à travers la glace et le blessé a été évacué vers un hôpital militaire américain près d'Anchorage. Le sous-marin participait à un exercice conjoint avec les forces américaines. L'explosion, située à l'avant, n'a pas touché le réacteur nucléaire et le sous-marin n'a pas été mis en danger. Un élément du système de génération d'oxygène est à l'origine de cette explosion. Le 12 juin, le ministère de la Défense a annoncé une série de mesures pour corriger ce modèle de générateur d'oxygène présents sur les sous-marins de la classe Trafalgar.
Le 18 février 2013, une fuite radioactive a contraint le sous-marin à interrompre un exercice au large de l'Écosse, début février. Le sous-marin a rejoint en urgence la base de Faslane, où des ingénieurs ont inspecté la fuite.
Un porte-parole de la Royal Navy a précisé qu’il s’agissait uniquement d’une « petite fuite de liquide de refroidissement qui a été contenue à l’intérieur du compartiment étanche du réacteur ».
Ces multiples déboires en font l'un des sous marins les plus accidentogènes de la flotte moderne de l'OTAN.